# 卡索拉泰普里莫
卡索拉泰普里莫（義大利語：Casorate Primo），是意大利帕维亚省的一个市镇。总面积9平方公里，人口8289人，人口密度921.0人/平方公里（2009年）。国家统计（ISTAT）代码为018034。